# アンデルソン・サンタマリア
アンデルソン・サンタマリア・バルダレス（Anderson Santamaría Bardales，1992年1月10日 - ）は、ペルー出身のサッカー選手。リーガMX・アトラス所属。ペルー代表。ポジションはディフェンダー。

## 経歴

### クラブ
2017年12月20日、リーガMXのプエブラに加入した。

### 代表
2018年5月、2018 FIFAワールドカップに出場するペルー代表に選出された。

## 代表歴

### 出場大会
- ペルー代表
  - 2018 FIFAワールドカップ

### 試合数
2024年3月27日現在
- 国際Aマッチ 31試合 0得点（2017年-）[6]

| ペルー代表 | 国際Aマッチ | 国際Aマッチ |
| 年         | 出場        | 得点        |
| ---------- | ----------- | ----------- |
| 2017       | 2           | 0           |
| 2018       | 10          | 0           |
| 2019       | 5           | 0           |
| 2020       | 1           | 0           |
| 2021       | 6           | 0           |
| 2022       | 1           | 0           |
| 2023       | 5           | 0           |
| 2024       | 1           | 0           |
| 通算       | 31          | 0           |